# Magnus Reinfeldt
John Magnus Reinfeldt, född 16 juli 1969, är en svensk skådespelare. Han medverkade i flera avsnitt av TV-serien Skilda världar i rollen som Sebastian Norén, före detta pojkvän till rollfiguren Lukas Strandberg.
Magnus Reinfeldt är yngre bror till Sveriges före detta statsminister Fredrik Reinfeldt.